# Danemark au Concours Eurovision de la chanson 1966
Le Danemark a participé au Concours Eurovision de la chanson 1966 le 5 mars à Luxembourg. C'est la 10e participation du Danemark au Concours Eurovision de la chanson, avant de se retirer l'année suivante. Le pays retournera finalement à l'Eurovision en 1978.
Le pays est représenté par la chanteuse Ulla Pia et la chanson Stop, mens legen er go' qui ont été sélectionnées par Danmarks Radio lors du Dansk Melodi Grand Prix.

## Sélection

### Dansk Melodi Grand Prix 1966
Le radiodiffuseur danois Danmarks Radio (DR) organise la 10e édition du Dansk Melodi Grand Prix pour sélectionner l'artiste et la chanson représentant le Danemark au Concours Eurovision de la chanson 1966.
Le Dansk Melodi Grand Prix 1966, présentée par Anette Faaborg (da), a lieu le 6 février 1966 au Tivolis Koncertsal à Copenhague.

#### Finale
Six chansons participent au Dansk Melodi Grand Prix 1966. Les chansons sont toutes interprétées en danois, langue officielle du Danemark.
Parmi les participants de la finale nationale, ont déjà représenté le Danemark à une édition de l'Eurovision : Gustav Winckler en 1957 ; Dario Campeotto en 1961.
| Ordre | Artiste(s)      | Chanson                 | Langue           | Traduction                    | Points | Place |
| ----- | --------------- | ----------------------- | ---------------- | ----------------------------- | ------ | ----- |
| 1     | Dario Campeotto | Hjerte for hjerte       | Danois           | Cœur à cœur                   | 1      | 5     |
| 2     | Ib Hansen (da)  | Lille veninde           | Danois           | Petite fiancée                | 9      | 3     |
| 3     | Anette Blegvad  | Melodien kan findes     | Danois           | La mélodie peut être trouvé   | 9      | 3     |
| 4     | Sussie Faber    | Mon cœur                | Danois, français | –                             | 16     | 2     |
| 5     | Gustav Winckler | Salami                  | Danois           | –                             | 1      | 5     |
| 6     | Ulla Pia        | Stop, mens legen er go' | Danois           | Arrête, tant que cela est bon | 27     | 1     |

Lors de cette sélection, c'est la chanson Stop, mens legen er go' interprétée par la chanteuse Ulla Pia qui fut choisie. À l'Eurovision, l'interprète est accompagné du chef d'orchestre Arne Lamberth.

## À l'Eurovision
Chaque jury national attribue un, trois ou cinq points à ses trois chansons préférées.

### Points attribués par le Danemark
| 5 points | Suède    |
| 3 points | Finlande |
| 1 point  | Portugal |

### Points attribués au Danemark
| 5 points | 3 points   | 1 point   |
| -------- | ---------- | --------- |
|          | - Finlande | - Norvège |

Ulla Pia interprète Stop, mens legen er go' en 14e position lors de l'Eurovision, suivant l'Allemagne et précédant la Belgique.
Au terme du vote final, le Danemark termine 14e sur 18 pays, ayant reçu 4 points au total, provenant des jurys finlandais et norvégien,.